# Macromitrium pseudoserrulatum
Macromitrium pseudoserrulatum är en bladmossart som beskrevs av Edwin Bunting Bartram 1964-65 [1965. Macromitrium pseudoserrulatum ingår i släktet Macromitrium och familjen Orthotrichaceae. Inga underarter finns listade i Catalogue of Life.